# Háskóli Íslands
64°08′26″N 21°56′58″V / 64.14056°N 21.94944°V
Háskóli Íslands eller Islands Universitet er et statsejet universitet. Det blev grundlagt i 1911 og havde 45 studerende det første år. I dag har Háskóli Íslands omkring 14.000 studerende, fordelt på 25 fakulteter.
Udover de store fakulteter er adskillige forskningsafdelinger forbundet til universitet. Med 423 ansatte undervisere, omkring 1800 andre undervisere og omkring 281 forskere og administratorer er Háskóli Íslands den største enkeltarbejdsplads på Island. De første 29 år var universitetet placeret i Altingshuset i centrum af Reykjavik. I 1933 fik universitetet tilladelse til at starte et lotteri. Universitetslotteriet som begyndte i 1934 er fortsat hovedkilde til investeringer i bygningsmassen. I 1940 flyttede universitetet ind i den nye hovedbygning (Aðalbygging) på universitetsområdet ved Suðurgata. Der er de fleste bygninger også i dag.
Universitetet i Island kan tilbyde studier i 60 forskellige emner. De mest populære blandt udvekslingsstuderende er historie (specielt ældre islandsk historie), litteratur (specielt sagalitteratur) og geologi/naturgeografi (specielt vulkanologi, glaciologi, seismitik og geoteknik), af åbenlyse årsager.
Undervisningssproget er islandsk, men nogle kurser er tilrettelagt på engelsk, således udenlandske studerende kan følge kurser hele universitetsåret. Udlændinge har ret til at skrive eksamen på engelsk i alle kurser. De fleste censorer forstår også et skandinavisk sprog, så det er muligt for danskere at aflevere på dansk.

## Kendte alumni
- Arnaldur Indriðason (forfatter)
- Arndís Þórarinsdóttir (forfatter)
- Ásgeir Ásgeirsson (politiker)
- Björn Bjarnason (politiker)
- Davíð Oddsson (politiker)
- Elín Hirst (politiker)
- Einar Pálsson (forfatter)
- Einar Már Guðmundson (forfatter)
- Friðrik Sophusson (politiker)
- Guðmundur Finnbogason (forfatter, lektor)
- Hreiðar Már Sigurðsson (forretningsmand)
- Kristín Steinsdóttir (forfatter)
- Kristín Marja Baldursdóttir (forfatter)
- Sólveig Pétursdóttir (politiker)
- Sigurjón Sighvatsson (filmproducer)
- Vigdís Grímsdóttir (forfatter)
- Þórarinn Eldjárn (forfatter)
- Össur Skarphéðinsson (politiker)